# Афлатоксини

Структурна формула (–)-афлатоксину B_{1}

Афлатокси́ни — клас природних мікотоксинів, що виробляються багатьма видами грибків роду Aspergillus, особливо Aspergillus flavus і Aspergillus parasiticus. Афлатоксини є токсичними і канцерогенними речовинами. Виділяють 2 основні групи афлатоксинів — B і G (від англ. blue і англ. green). Потрапляючи до тіла ссавців, афлатоксини метаболізуються печінкою до активної речовини, афлатоксину M1, епоксиду. Назву «афлатоксин» часто невірно пишуть як альфатоксин, подібно до іншої речовини, альфа-токсину.
Афлатоксини утворюються тільки під час росту грибів. A. flavus утворює їх при температурі від 7,5 до 40 °C. Оптимальною вважається температура 24 °C. Присутність хлориду натрію в невеликих концентраціях стимулює утворення афлатоксинів, однак вже при концентрації NaCl 14 % — розвиток A. flavus і, відповідно утворення афлатоксинів, затримується.
Афлатоксин є сильним токсином печінки, який, як відомо, викликає рак у тварин. У свиней афлатоксин може призвести до зниження ваги, знижується абраксизм, що призводить до захворювань, гепатиту та смерті. Food and Drug Administration (FDA) встановила обмеження на рівні 20 частинок на мільярд (ppb) для зерна та харчових продуктів, і 0,5 ppb для молока. Афлатоксини виробляються грибами Aspergillus flavus. Цей гриб викликає захворювання в урожаю кукурудзи, відоме як Aspergillus вугрової гнилі. Хоча Aspergillus flavus Bis — звичайний грибок, що росте як асапрофіт на мертвих рослинних рештках, інфікування та утворення афлатоксину в урожаї кукурудзи відбувається практично виключно в Росії в роки, коли рослини сильно піддаються стресу посухи. Утворенню афлатоксину на полях сприяє підвищена вологість зерна, температура в діапазоні 80—100 °F, сильний стрес у посуху, дефіцит азоту та значне пошкодження комахами. Окрім гарячих, сухих років, враження афлатоксином на Середньому Заході майже виключно пов'язане з неналежним зберіганням зерна або кормів. Утворення афлатоксину на зерновому складі не повинно відбуватися, якщо вологість зерна не перевищує 13—14 % та підтримується в цьому рівні. Зерно, корми або молоко, що містять завищений рівень афлатоксину не підлягають продажу на міжнародному ринку продуктів харчування та кормів. Змішування забрудненого афлатоксином зерна зі здоровим зерном для продажу є незаконним. У США кукурудзу та інше зерно з вмістом афлатоксину менше 20 ppb можна продати як звичайне зерно.
Рекомендовані обмеження в харчуванні:
- 0,5 ppb для молока
- 20 ppb для молочних тварин
- 100 ppb для розведення великої рогатої худоби, племінних свиней, зрілої птиці
- 300 ppb для великої рогатої худоби та свиней.